# خلیج ساگامی
خلیج ساگامی (به ژاپنی: 相模湾, Sagami-wan) خلیجی است که در استان کاناگاوا در هونشوی ژاپن قرار گرفته است.